# Park Ujazdowski w Warszawie

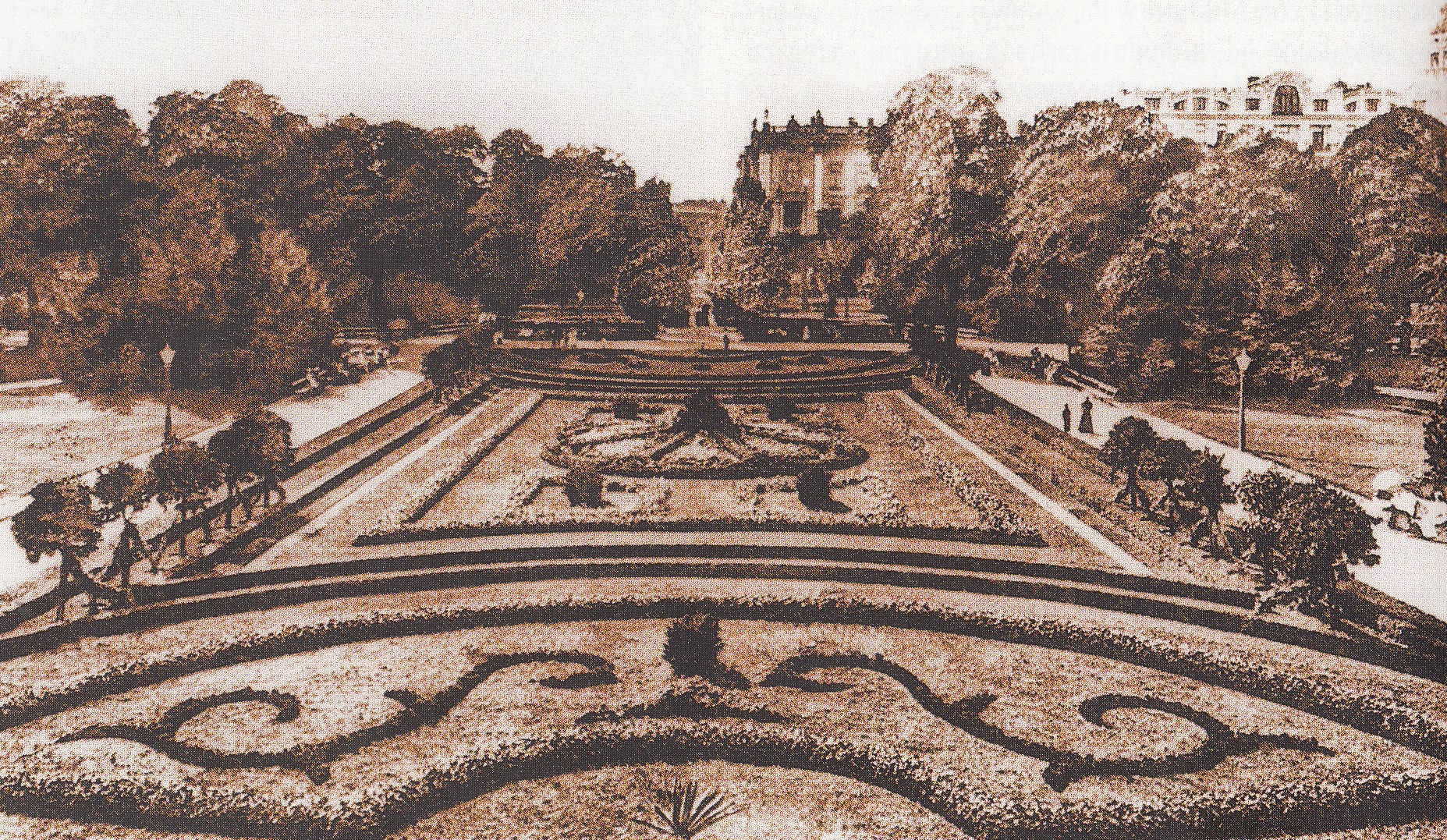
Fragment parku ok. 1925 roku

Park Ujazdowski – zabytkowy park w śródmieściu Warszawy, położony przy Al. Ujazdowskich, między ul. Piękną i placem Na Rozdrożu.

## Historia
W XIX wieku w miejscu parku znajdował się niezabudowany i rzadko zadrzewiony teren wykorzystywany do organizowania zabaw ludowych oraz jako plac ćwiczeń i rewii wojska. Odbywały się tam również wystawy, m.in. w 1876 rolnicza, a w 1887 – higieniczna. Ponieważ był on niewystarczający dla celów wystawowych, postanowiono część nieruchomości przeznaczyć na park. Jej część wschodnią przekazano Szpitalowi Ujazdowskiemu, natomiast fragment przy placu na Rozdrożu przeznaczono pod budowę cerkwi św. Michała Archanioła.
Park został urządzony w latach 1893–1896 staraniem Komitetu Plantacyjnego. Projektantem był Franciszek Szanior. Był parkiem krajobrazowym. Znalazły się tam m.in. staw zaprojektowany przez Williama Heerleina Lindleya z wodą spływającą po granitowych skałach o powierzchni 0,4 ha oraz sztucznie uformowane wzniesienia. Przy budowie mostka po raz pierwszy na terenie Królestwa Polskiego zastosowano betonową konstrukcję przęsła. Park początkowo nie był ogrodzony.
W 1913 rosyjski prezydent miasta Aleksander Miller obronił przed zabudową północno-zachodni narożnik parku, w którym planowano wzniesienie Rosyjskiego Domu Ludowego.
W parku ustawiono kilka rzeźb. Z uwagi na jego dużą popularność wśród dzieci i młodzieży, odsłonięcie Ewy Edwarda Wittiga spowodowało protesty organizacji dewocyjnych i ożywioną polemikę w prasie.
We wrześniu 1939 park był miejscem pochówków osób, które zginęły podczas obrony miasta. W okresie okupacji niemieckiej parkowi nadano niemiecką nazwę Alleepark. Wiosną 1944 zakazano wstępu do niego dla ludności polskiej.
W kwietniu 1945 oczyszczony z min park przekazano do użytku mieszkańców.
Układ parku zachował się w stanie niezmienionym. W 1965 park został wpisany do rejestru zabytków. W 2002 zakończono jego rewaloryzację.
Na terenie parku rosną trzy drzewa – pomniki przyrody: orzech czarny, klon pospolity (odmiana Schwedlera) i dąb szypułkowy.
Powierzchnia parku wynosi 5,7 ha (według innego źródła 5,3 ha). Jest on ogrodzony i zamykany na noc.

### Obiekty na terenie parku
- Staw Ujazdowski
- Rzeźba Gladiator Piusa Welońskiego (1880) ofiarowana miastu przez Emanuela Bułhaka[20].
- Rzeźba Ewa Edwarda Wittiga (1911)[20].
- Rzeźba Perseusz Theodora Gruyere’a z przełomu XIX i XX wieku[21].
- Pomnik Ignacego Jana Paderewskiego.
- Kamień upamiętniający Stanisława Jachowicza (1930)[22].
- Zabytkowa waga osobowa wyprodukowana w 1898 przez Lubelską Fabrykę Wag na Wystawę Światową w Paryżu (1900). Została ustawiona w parku w 1912[23].
- Pastorał parkowy (1913)[24].
- Plac zabaw dla dzieci[5].

## Galeria

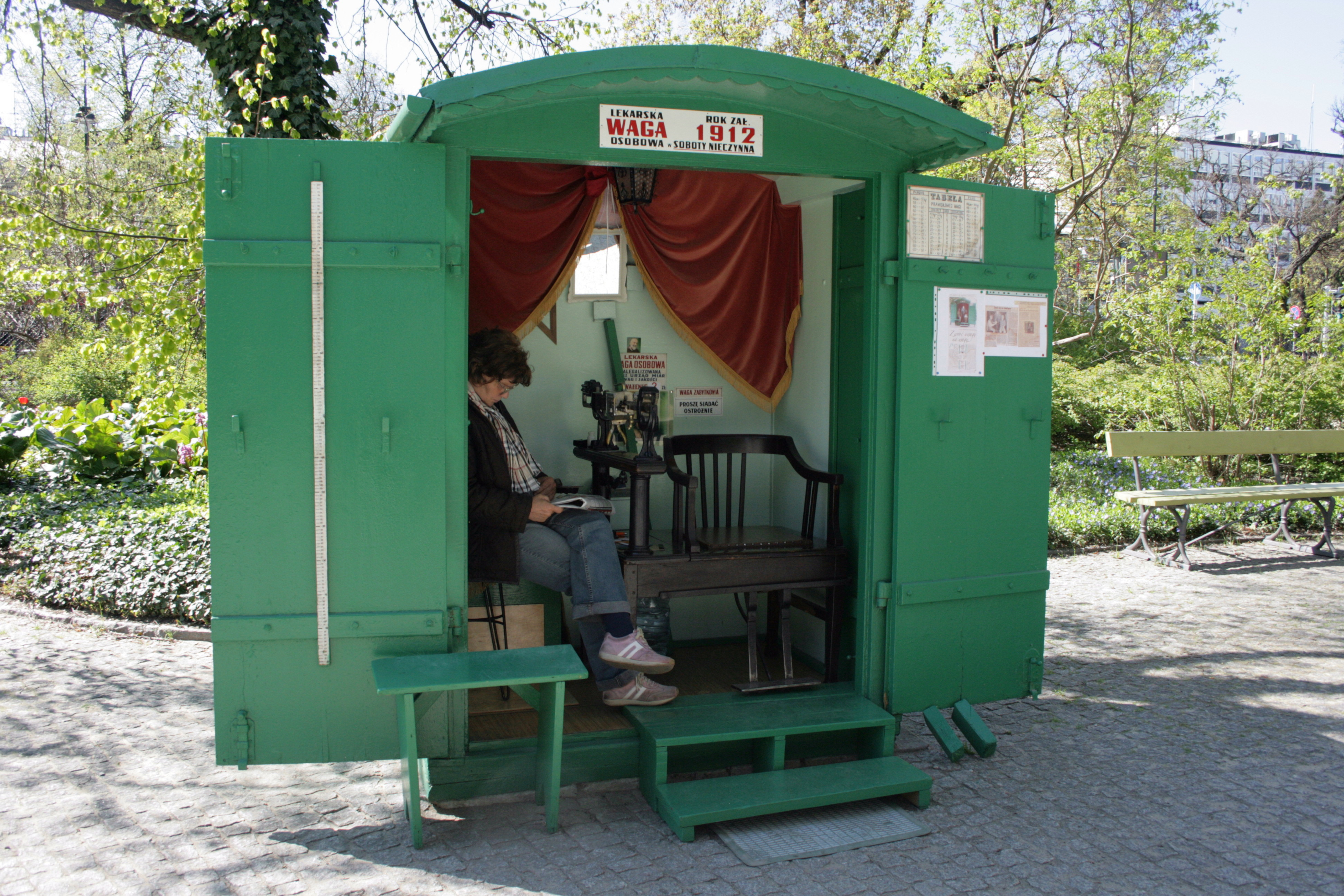
Waga osobowa
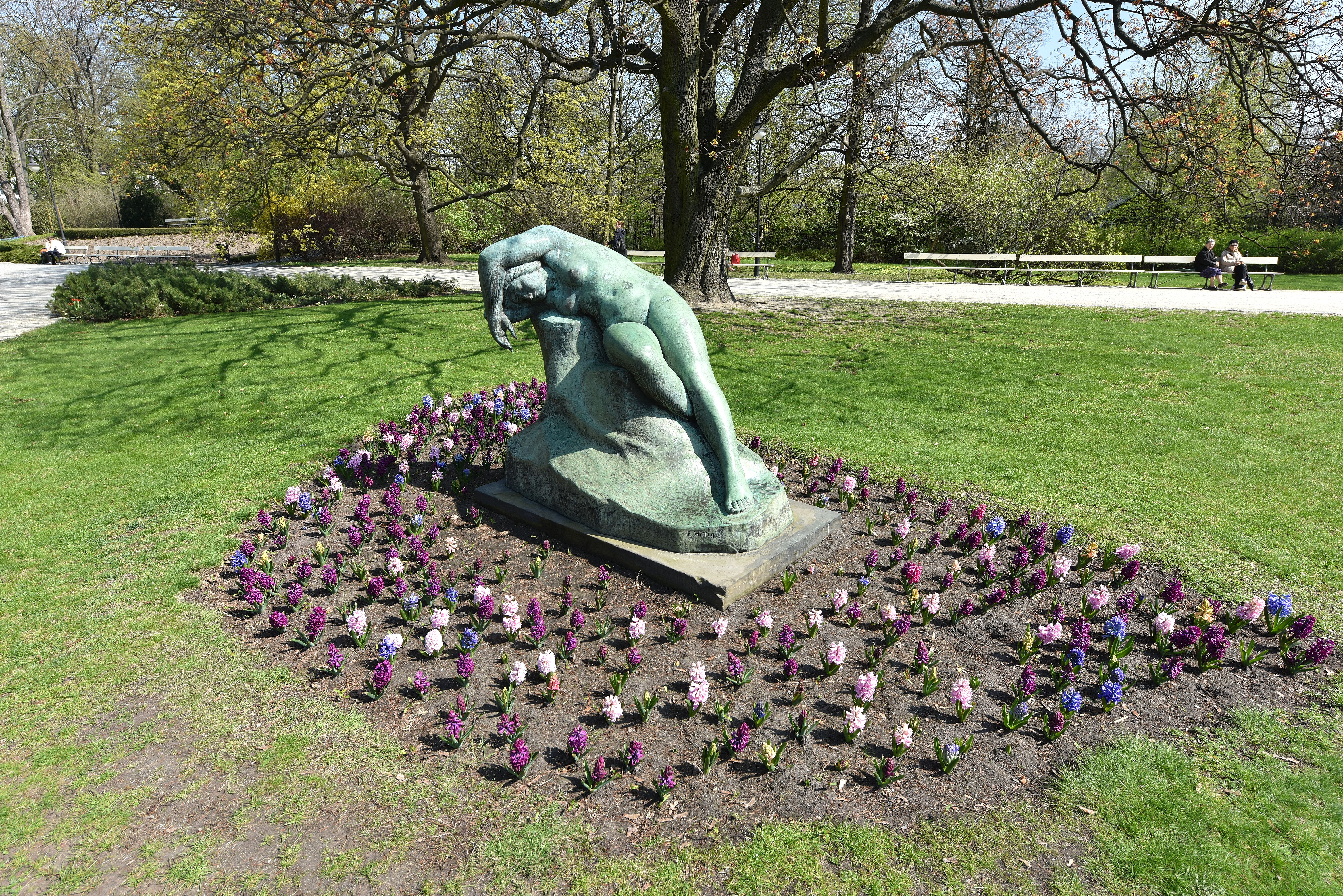
Rzeźba Ewa Edwarda Wittiga
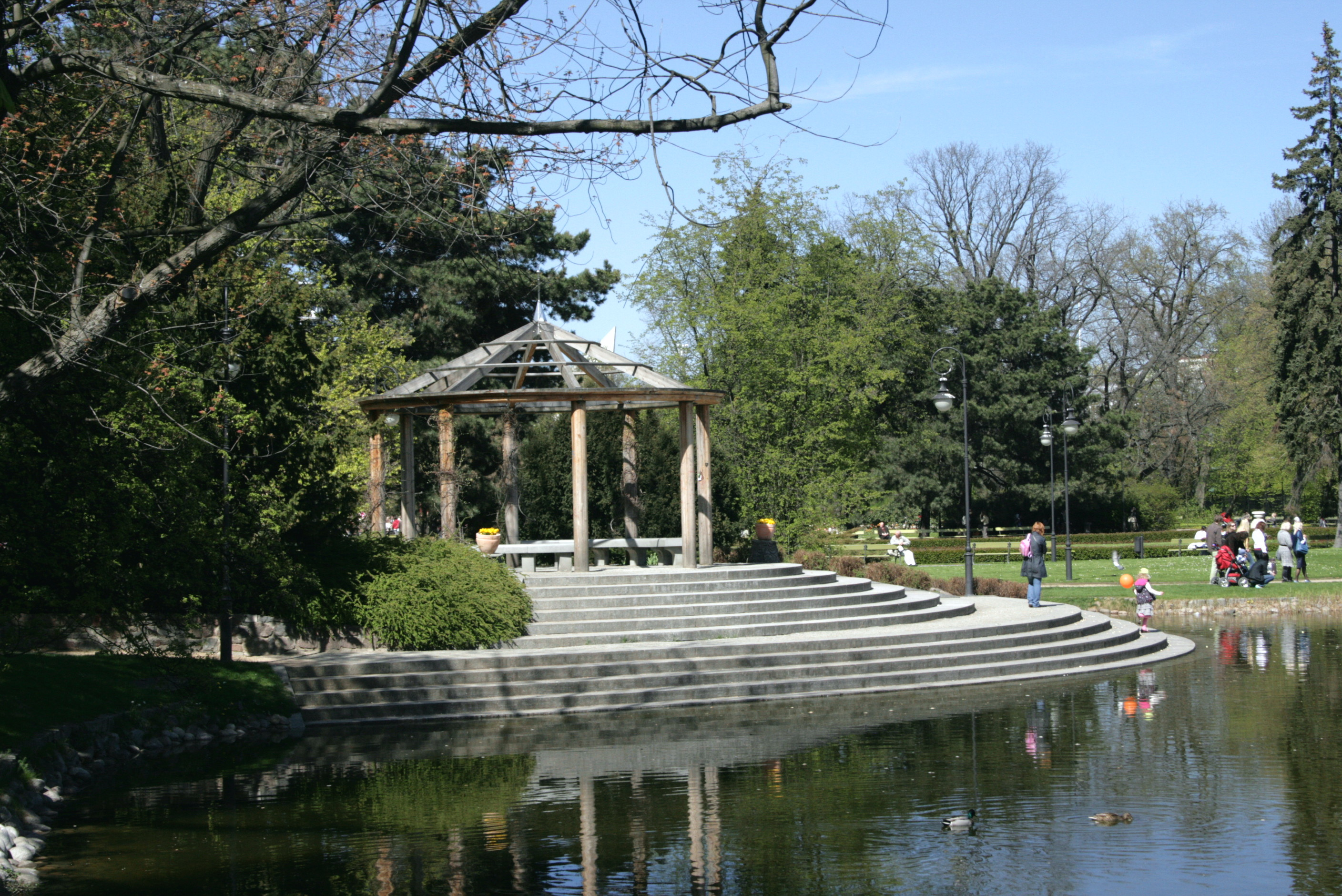
Pergola nad stawem
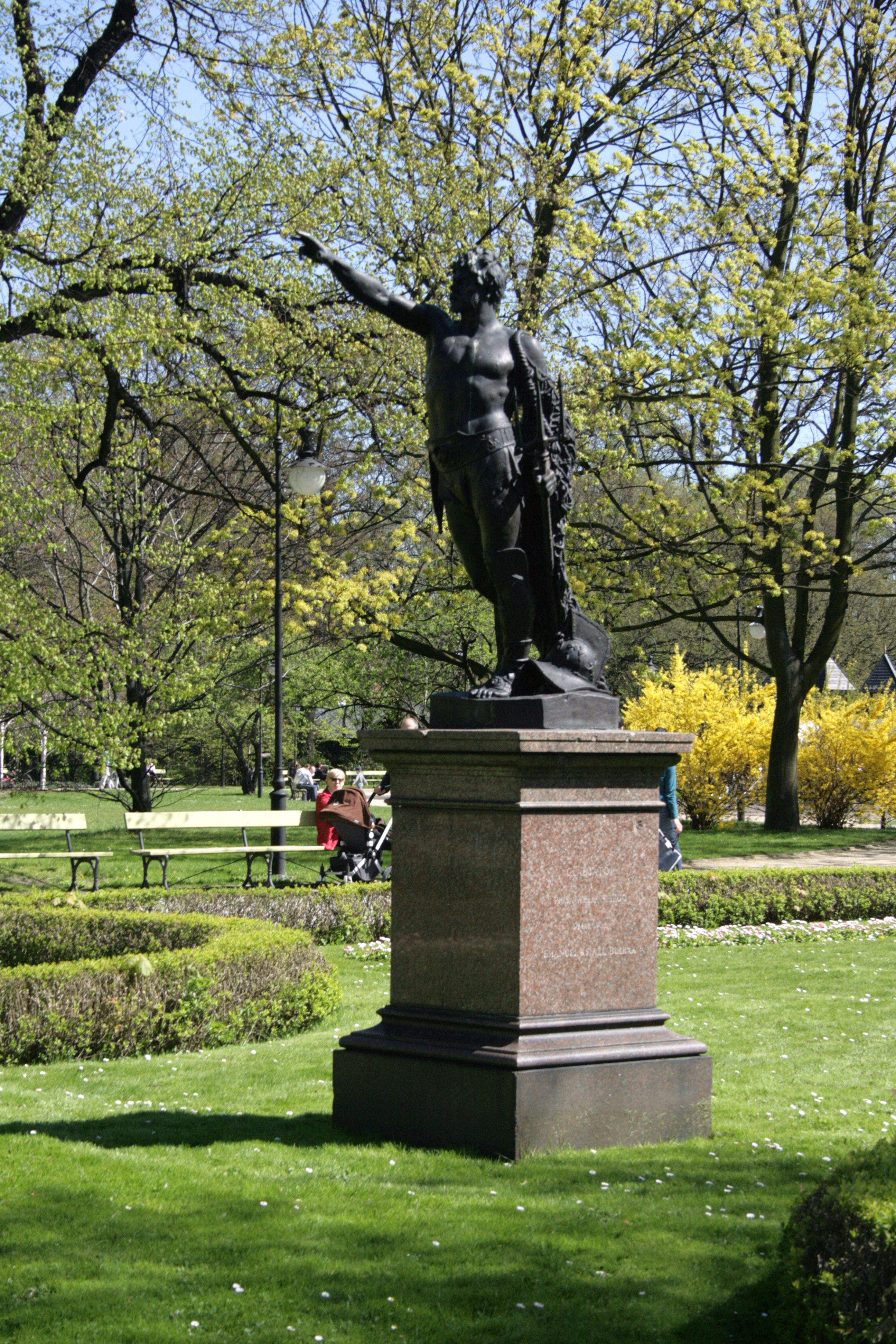
Rzeźba Gladiator Piusa Welońskiego